# 2010년 아시안 게임 카타르 선수단
 카타르는 2010년 11월 12일부터 11월 27일까지 중화인민공화국 광저우에서 열리는 2010년 아시안 게임에 참가하였다.

## 메달 현황
| 종목 | 1 | 2 | 3 | 합계 |
| 육상 | 3 | 4 | 4 | 11   |
| 사격 | 1 | 1 | 2 | 4    |
| 볼링 | 0 | 0 | 1 | 1    |
| 합계 | 4 | 5 | 7 | 16   |